# Furcifer minor
Furcifer minor är en ödleart som beskrevs av Günther 1879. Furcifer minor ingår i släktet Furcifer och familjen kameleonter. IUCN kategoriserar arten globalt som starkt hotad. Inga underarter finns listade i Catalogue of Life.
Arten förekommer på centrala Madagaskar. Honor lägger ägg.